# Soma (district in Japan)
Soma (相馬郡, Sōma-gun) is een district van de prefectuur Fukushima in Japan.
Op 1 april 2009 had het district een geschatte bevolking van 14529 inwoners en een bevolkingsdichtheid van 52,5 inwoners per km². De totale oppervlakte bedraagt 276,48 km².

## Dorpen en gemeenten
- Iitate
- Shinchi

## Geschiedenis
- Op 1 januari 2006 fuseerde de stad Haramachi met de gemeenten Kashima en Odaka tot de nieuwe stad Minamisoma.

Steden:
Aizuwakamatsu · Date · Fukushima (hoofdstad) · Iwaki · Kitakata · Koriyama · Minamisoma · Motomiya · Nihonmatsu · Shirakawa · Soma · Sukagawa · Tamura

Districten:
Adachi · Date · Futaba · Higashishirakawa · Ishikawa · Iwase · Kawanuma · Minamiaizu · Nishishirakawa · Onuma · Soma · Tamura · Yama
Gemeenten per district